# Acanthonevra gravelyi
Acanthonevra gravelyi
 es una especie de insecto del género Acanthonevra de la familia Tephritidae del orden Diptera. 

## Historia
Munro la describió científicamente por primera vez en el año 1935.